# Kanda (Fukuoka)
Kanda (jap. 苅田町 Kanda-machi) – miasto w Japonii, na wyspie Kiusiu, w prefekturze Fukuoka. Według danych na rok 2020 miejscowość zamieszkiwało 37 684 mieszkańców , a gęstość zaludnienia wyniosła 769,4 os./km².